# Brahmodya
Con il termine sanscrito Brahmodya (devanāgarī: ब्रह्मोद्य; lett. "discutere intorno al brahman") si indica nella  cultura hindū quelle discussioni vivaci, quelle rivalità sulle dottrine, proprie delle questioni religiose o sacre.
In particolare, in riferimento al sacrificio vedico, lo yajña, esso consiste nella contesa rituale tra i sacrificanti.
Secondo Jan C. Heesterman il sacrificio vedico era infatti di tipo "agonistico". Il ruolo centrale in questo caso era affidato al deva Indra e il procedimento sacrificale prevedeva gare tra carri e competizioni verbali (brahmodya) tra gli officianti dove «è in ballo la spartizione della vita e della morte fra i partecipanti».
Sempre secondo Jean C. Heesterman anche la nozione del Brahman è collegato, nelle quattro raccolte degli inni dei Veda, alla contesa verbale, ovvero al rito del Brahmodya propria della cultura vedica con particolare riferimento al sacrificio del cavallo (aśvamedha). In questo contesto, prima del sacrificio i due officianti si sfidavano con domande enigmatiche, colui che riusciva a risolverle affermava di sé stesso:
Jan C. Heesterman ricorda come queste contese non erano affatto pacifiche, il concorrente che insisteva a sfidare il vincitore con ulteriori enigmi avrebbe pagato con la sua testa i suoi affronti.
La Bṛhadāraṇyaka Upaniṣad, probabilmente la più antica  Upaniṣad, attribuibile ad un periodo compreso tra il IX e l'VIII secolo a.C., contiene nel terzo adhyāya ("lettura") un esempio, in questo caso upaniṣadico, di brahmodya. Questo l'avvio:
tatra ha kurupañcālānāṃ brāhmaṇā abhisametā babhūvuḥ 

tasya ha janakasya vaidehasya vijijñāsā babhūva - kaḥ svid eṣāṃ brāhmaṇānām anūcānatama iti 

sa ha gavāṃ sahasram avarurodha 

daśadaśa pādā ekaikasyāḥ śṛṅgayor ābaddhā babhūvuḥ

tān hovāca - brāhmaṇā bhagavanto yo vo brahmiṣṭhaḥ sa etā gā udajatām iti 

te ha brāhmaṇā na dadhṛṣuḥ 

atha ha yājñavalkyaḥ svam eva brahmacāriṇam uvāca - etāḥ saumyodaja sāmaśravā iti

tā hodācakāra 

te ha brāhmaṇāś cukrudhuḥ: - kathaṃ nu no brahmiṣṭho bruvīteti 

atha ha janakasya vaidehasya hotāśvalo babhūva 

sa hainaṃ papraccha -- tvaṃ nu khalu no yājñavalkya brahmiṣṭho 'sīiti 

sa hovāca - namo vayaṃ brahmiṣṭhāya kurmo gokāmā eva vayaṃ sma iti 

taṃ ha tata eva praṣṭuṃ dadhre hotāśvalaḥ»
(Bṛhadāraṇyaka Upaniṣad, III, 1, 1-2; trad. Carlo Della Casa, in Upaniṣad. Torino, UTET, 1976, p.98)